# Knut Anders Sørum

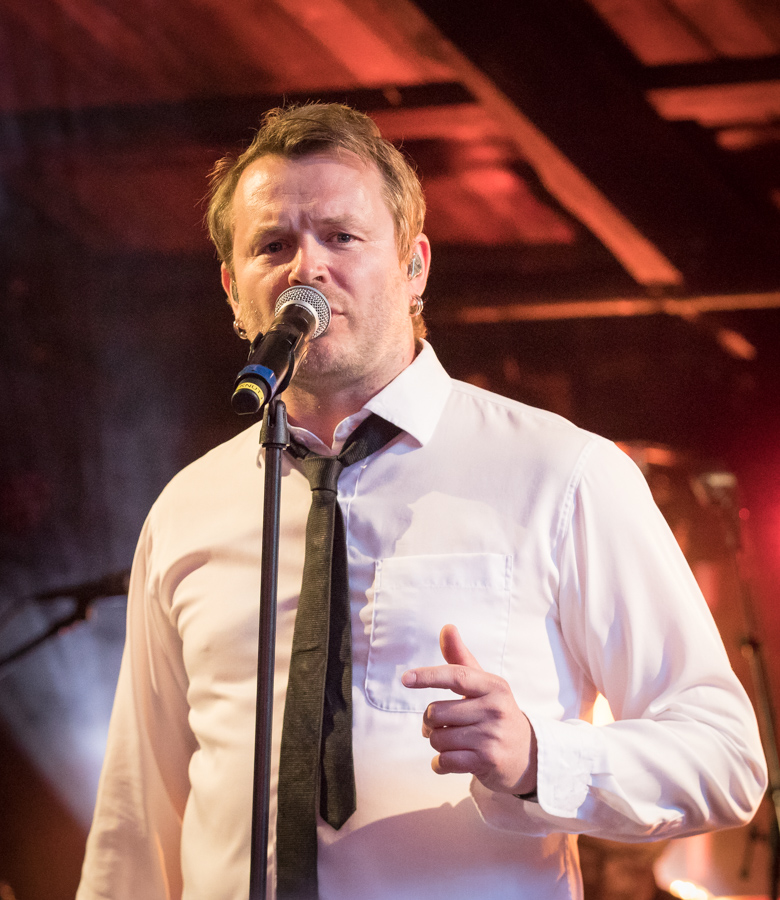
Knut Anders Sørum, Kongsberg Jazzfestival 2017

Knut Anders Sørum (Østre Toten, 12 de abril de 1976) es un cantante noruego. Conocido por participar en el Festival de la Canción de Eurovisión 2004.

## Festival de Eurovisión
En 2004 ganó la preselección noruega conocida con el nombre de Melodi Grand Prix, en la que Noruega elige a su representante en el Festival de Eurovisión. Participando, por tanto, en el Festival de la Canción de Eurovisión 2004, que tuvo lugar en Estambul, con la balada pop "High", compuesta por compositores suecos. Solo obtuvo tres puntos, otorgados por Suecia, con los que acabó en última posición.

## Carrera posterior
Knut Anders Sørum intervino en el álbum del grupo noruego Wig Wam Wig Wamania, donde hizo coros. En 2010, Kunt Anders lanzó un álbum titulado "Prøysen".